# Services automobiles de la vallée de Chevreuse
Ne doit pas être confondu avec Šavac.
Pour les articles homonymes, voir Savac.
La société Services automobiles de la vallée de Chevreuse (SAVAC) gérait jusqu'en 2024 un réseau de transports interurbains de voyageurs dans la vallée de Chevreuse. Cette société de transport d'Île-de-France est basée à Chevreuse dans les Yvelines et dessert le sud de ce département et l'ouest de l'Essonne. En plus des transports en commun réguliers, elle propose des transports de voyageurs en groupe (voyages scolaires, tourisme…).

## Histoire

### Histoire de l'entreprise
Le 5 janvier 2024, la SAVAC absorbe sa filiale LCJ Autocars.

### Évolutions du réseau de bus
À la suite de l'abandon de l'exploitation du réseau de Vélizy par Veolia Transport, la SAVAC reprend, depuis le 2 janvier 2008, l'exploitation des lignes 307.001, 307.002 et 307.003. Le 19 février 2008, les lignes 307.002 et 307.003 sont renumérotées sous les indices 39.33 et 39.34. Le 11 janvier 2010, la ligne 39.33 est supprimée, son offre étant reprise par la ligne 39.34.
Depuis le 5 mars 2012, à la suite de la création du réseau Mobicaps (devenu Paris-Saclay Mobilités), les lignes 39.04, 39.08, 39.19 et 39.32 sont renumérotées et intégrées dans ce dernier.
| Ancienne numérotation | Nouvelle numérotation |
| 39.04                 | 10                    |
| 39.08                 | 11                    |
| 39.19                 | 12                    |
| 39.32                 | 13                    |
| --------------------- | --------------------- |

Le 2 septembre 2013, à la suite de la restructuration de la ligne 262 :
- l'indice 262A devient la ligne 262 ;
- l'indice 262B devient la ligne 261 ;
- l'indice 262G devient la ligne 264 ;
- la ligne 263 est créée en assurant une liaison directe entre Versailles et Saint-Rémy-lès-Chevreuse ;
- les services scolaires de la ligne 262 sont intégrés dans la ligne 39.37.

À partir du 2 mars 2015 :
- la ligne 39.05 voit son fonctionnement en boucle inversé afin de permettre un gain de temps et de parcours, en évitant aux voyageurs de faire la totalité de la boucle et deux courses supplémentaires sont créées le soir. Afin d'améliorer une meilleure lisibilité des dessertes vers Briis-sous-Forges, la liaison vers Angervilliers devient une ligne à part entière sous l'indice 39.38. Par ailleurs, en raison d'une faible fréquentation, la navette de Briis-sous-Forges est supprimée ;
- la ligne 39.07 voit son offre harmonisée avec le RER B et son service prolongé le soir jusqu'à 22 h ;
- la ligne 39.13 est renforcée à l'aide de deux courses supplémentaires afin d'améliorer la desserte du lycée Jules-Verne à Limours ;
- la ligne 39.15 est supprimée en raison de sa faible fréquentation, son offre en semaine étant reprise par la ligne 39.18 et celle du week-end par la ligne 39.07 ;
- la ligne 39.18 voit son parcours renforcé entre Limours et le carrefour de Bel-Air aux heures de pointe avec une fréquence d'un bus toutes les 15 à 20 minutes, soit cinq courses supplémentaires. Son service aux heures creuses est également renforcé à l'aide de quatre courses afin d'offrir un meilleur service de la desserte de l'hôpital de Bligny, situé à Fontenay-lès-Briis. Son amplitude est prolongée le soir jusqu'à 20 h au lieu de 19 h 30[7],[8].

À partir du 2 janvier 2019, la ligne 264 est prolongée jusqu'à la gare de Jouy-en-Josas via la zone d'activités de Buc et la commune des Loges-en-Josas. De plus, la ligne est renforcée avec un passage tous les quarts d'heure. Enfin, il est prévu que la ligne soit équipée d'autobus fonctionnant à l'hydrogène, ce qui constituera une première en France.
À partir du 3 septembre 2020, une ligne navette partant de la gare de Rambouillet vers le parc d'activités de Bel-Air La Forêt est créée pour desservir la trentaine d'entreprises présentes dans la zone.

### Ouverture à la concurrence
Le 1er août 2022, à la suite de l'ouverture à la concurrence du réseau de transport en commun francilien, les lignes 39.37A, 39.37B, 39.39A, 39.39B, 39.40A, 39.40B, 39.40C, 39.40D, 260, 261, 262, 263 et 264 seront intégrées au nouveau réseau de bus de Vélizy Vallées en passant sous l'exploitation de Keolis Vélizy Vallée de la Bièvre, les lignes 10, 11, 12 et 13 restent dans le réseau de bus Paris-Saclay mais passent sous le giron de RD Saclay et les lignes Albatrans 91.02 et 91.08 passent respectivement sous le giron de la filiale Francilité Ouest Essonne dans le cadre du réseau de bus Essonne Sud Ouest et RD Saclay dans le cadre du réseau Paris-Saclay.
La SAVAC a formé avec le Groupe Lacroix le Groupement Lacroix & SAVAC pour pouvoir répondre aux appels d'offres concernant les réseaux franciliens de moyenne et grande couronne, dont le premier remporté par le groupement est le no 24 Ouest desservant le sud-ouest de l'Essonne. En juin 2022, le groupement s'est allié à l'opérateur anglais Go-Ahead pour candidater sur les lots correspondant au réseau de la RATP.
Le groupement remporte par la suite en juillet 2022 le lot no 29 desservant Saint-Quentin-en-Yvelines, puis le lot no 15 en octobre 2022 desservant Montereau-Fault-Yonne et ses environs et le marché public no 14 en mars 2023 desservant Provins et ses environs.
Le 1er avril 2023, la SAVAC reprend l'exploitation du Curviabus, le service de transport à la demande de Courbevoie à la RATP.
Le 1er janvier 2024, l'entreprise perd les lignes 39-12, 39-34, 91-11 et Express 307 qui rejoignent le réseau de bus Île-de-France Ouest et les lignes 39.003, 39.103, 39.203, 39.303, 39.403, 39.02, 39.07, 39.10, 39.12, 39.13, 39.17, 39.18, 39.27, 39.28, 39.29, 39.30, 39.31, 39.34, 39.35, 39.36, 39.38 et navette Bel Air rejoignent le réseau de bus Centre et Sud Yvelines.

## Organisation

### Réseau principal
La SAVAC exploitait un réseau de bus composé de dix-neuf lignes régulières desservant la communauté de communes de la Haute Vallée de Chevreuse, la communauté d'agglomération Versailles Grand Parc, une partie de l'agglomération de Saint-Quentin-en-Yvelines et, dans une moindre mesure, le département des Hauts-de-Seine. Les lignes 260, 261, 262, 263 , 264 et la navette de vanves  étaient exploitées en pool par sa filiale LCJ Autocars, basée à Magny-les-Hameaux, rachetée par la SAVAC en 1994.
L'entreprise exploite également trente trois lignes scolaires régulières desservant les établissements situés dans les communes de Bonnelles, Briis-sous-Forges, Limours, Chevreuse, Rambouillet et Buc.

### Grand Paris Seine Ouest
La SAVAC exploite le Chavilbus,Navette de Vanves  et la ligne GPSO Bus pour l'Établissement public territorial Grand Paris Seine Ouest.

### Curviabus
Le service Curviabus voit le jour le 1er février 1997 sous la forme d'une ligne régulière exploitée à Courbevoie par Île-de-France Tourisme puis par Transdev Nanterre ; il devient un service de transport à la demande en octobre 2010. Le 29 octobre 2015, la RATP reprend l'exploitation du service puis c'est la SAVAC qui l'exploite depuis le 1er avril 2023,.
Le service est assuré sur réservation du lundi au vendredi de 8 h à 19 h.

### Noctilien
La société a été nommée délégataire de la ligne N122 pour le compte de la RATP. Cette ligne assure le remplacement nocturne de la branche B4 du RER B entre Châtelet et la gare de Saint-Rémy-lès-Chevreuse.

## Matériel roulant

### Autocars
| Constructeur        | Modèle            | Nombre | Numéros de parc | Période de mise en service | Affectation | Observation |
| ------------------- | ----------------- | ------ | --- | -------------------------- | ----------- | ----------- |
| Irisbus / Iveco Bus | Crossway          | 42     | 010, 086, 128, 152, 167, 280, 471, 504, 519, 556, 578, 610, 612, 702, 754, 805, 881, 950, 227231-227246, 237247-237248, 237605, 237691, 237783, 237800, 237803 et 1 inconnu                             | octobre 2009 à août 2019   | -           | —           |
| Irisbus / Iveco Bus | Crossway LE (12m) | 5      | 227553-227557 | octobre 2019               | -           | —           |
| Mercedes-Benz       | Intouro           | 37     | 006, 107, 267, 417, 424, 464, 470, 544, 629, 647, 653, 734, 865, 908, 924, 926, 933, 949, 40050, 40052, 45109, 227253-227254, 237652-237653, 237669-237674, 237689-2137691, 237820, 237986 et 1 inconnu | août 2010 à octobre 2020   | -           | -           |
| Setra               | S 417 ÜL          | 2      | inconnus | avril 2017 et avril 2018   | -           |             |
| BMC                 | Probus 215        | 5      | 001, 116, 164, 814, 911 | mai 2008 à février 2012    | -           | —           |

### Bus standards
| Constructeur         | Modèle          | Nombre | Numéros de parc                                                                                                 | Période de mise en service         | Affectation              | Observation               |
| -------------------- | --------------- | ------ | --- | ---------------------------------- | ------------------------ | ------------------------- |
| Renault VI / Irisbus | Agora Line      | 3      | 316, 367, 382                                                                                                   | avril 2002 à février 2004          | -                        | —                         |
| Renault VI / Irisbus | Agora S         | 1      | 370 | janvier 2003                       | -                        | —                         |
| Irisbus              | Citelis 12      | 15     | 034, 159, 167, 223, 231, 236, 239, 255, 270, 357, 915, 40028, 40044, 40091, 40442                               | octobre 2007 à janvier 2010        | 6160,6162 ,-6163         | —                         |
| Mercedes-Benz        | Citaro          | 6      | 44, 153, 411, 596, 721, 724                                                                                     | dont septembre 2004 à octobre 2006 | -                        | Tous vendu                |
| Mercedes-Benz        | Citaro C2       | 25     | 145, 428, 431, 435, 437, 440, 444, 452, 458, 480, 606, 608-611, 639, 642, 676-677, 681, 685, 816, 819, 822, 989 | Septembre 2014 et août 2018        | 6160,6162,6163           | —                         |
| Mercedes-Benz        | Citaro C2 LEÜ   | 3      | 285, 679, 40085                                                                                                 | Juin 2014 à juin 2015              | 6160,6162,6163,9110 9111 | —                         |
| Mercedes-Benz        | Citaro Facelift | 11     | 125, 381, 497, 503, 515, 524, 585, 593, 601, 603, 897                                                           | Janvier 2008 à septembre 2013      | -                        | —                         |
| Mercedes-Benz        | Citaro LE       | 1      | 668 | 2006                               | -                        | —                         |
| Mercedes-Benz        | Citaro Ü        | 6      | 214, 357, 358, 385, 683, 9169                                                                                   | février 2002 à mai 2006            | -                        | —                         |
| Setra                | S 315 NF        | 1      | 172 | Mai 2005                           | -                        | Acquis d'occasion en 2010 |

### Bus articulés
| Constructeur  | Modèle            | Nombre | Numéros de parc | Période de mise en service  | Affectation | Observation               |
| ------------- | ----------------- | ------ | --------------- | --------------------------- | ----------- | ------------------------- |
| Mercedes-Benz | Citaro G C2       | 3      | 571, 979, 981   | septembre 2016 et août 2018 | -           | Passé chez Francilité SQY |
| Mercedes-Benz | Citaro G Facelift | 2      | 734, 896        | Mai 2011 et janvier 2013    | -           | Passé chez francilité SQY |

### Midibus
| Constructeur | Modèle                 | Nombre | Numéros de parc                      | Période de mise en service    | Affectation | Observation                    |
| ------------ | ---------------------- | ------ | ------------------------------------ | ----------------------------- | ----------- | ------------------------------ |
| Irisbus      | Crossway LE City (10m) | 1      | 10036                                | mars 2013                     | -           |                                |
| Irisbus      | Crossway LE Line (10m) | 2      | 236026, 236029                       | octobre 2012 et mars 2014     | -           |                                |
| Iveco Bus    | Crossway LE Line (10m) | 1      | 236034                               | février 2016                  | -           |                                |
| Heuliez Bus  | GX 127L                | 1      | 10028                                | mars 2008                     | —           | —                              |
| Heuliez Bus  | GX 137L                | 1      | Sans numéros                         | mars 2020                     | -           | Livrée Île-de-France Mobilités |
| TEMSA        | MD9 LE                 | 7      | 40084, 233108, 236028, 236030-236033 | février 2013 et mai 2016      | -           | —                              |
| TEMSA        | MD9 IC                 | 2      | 147, 236027                          | février 2013 et novembre 2013 | -           | —                              |

### Minibus
| Constructeur | Modèle           | Nombre | Numéros de parc | Période de mise en service | Affectation       | Observation |
| ------------ | ---------------- | ------ | --------------- | -------------------------- | ----------------- | ----------- |
| PVI          | Gépébus Oréos 2X | 4      | —               | Août 2013                  | Navette de Vanves | —           |

## Transports pour les événements exceptionnels
Pour la Coupe du monde de football de 1998, la SAVAC a été choisie comme transporteur officiel de toutes les équipes de football de la compétition et depuis elle est restée le transporteur officiel de l'équipe de France. La Savac est le transporteur officiel du concours de beauté Miss France.

## Galerie de photographies

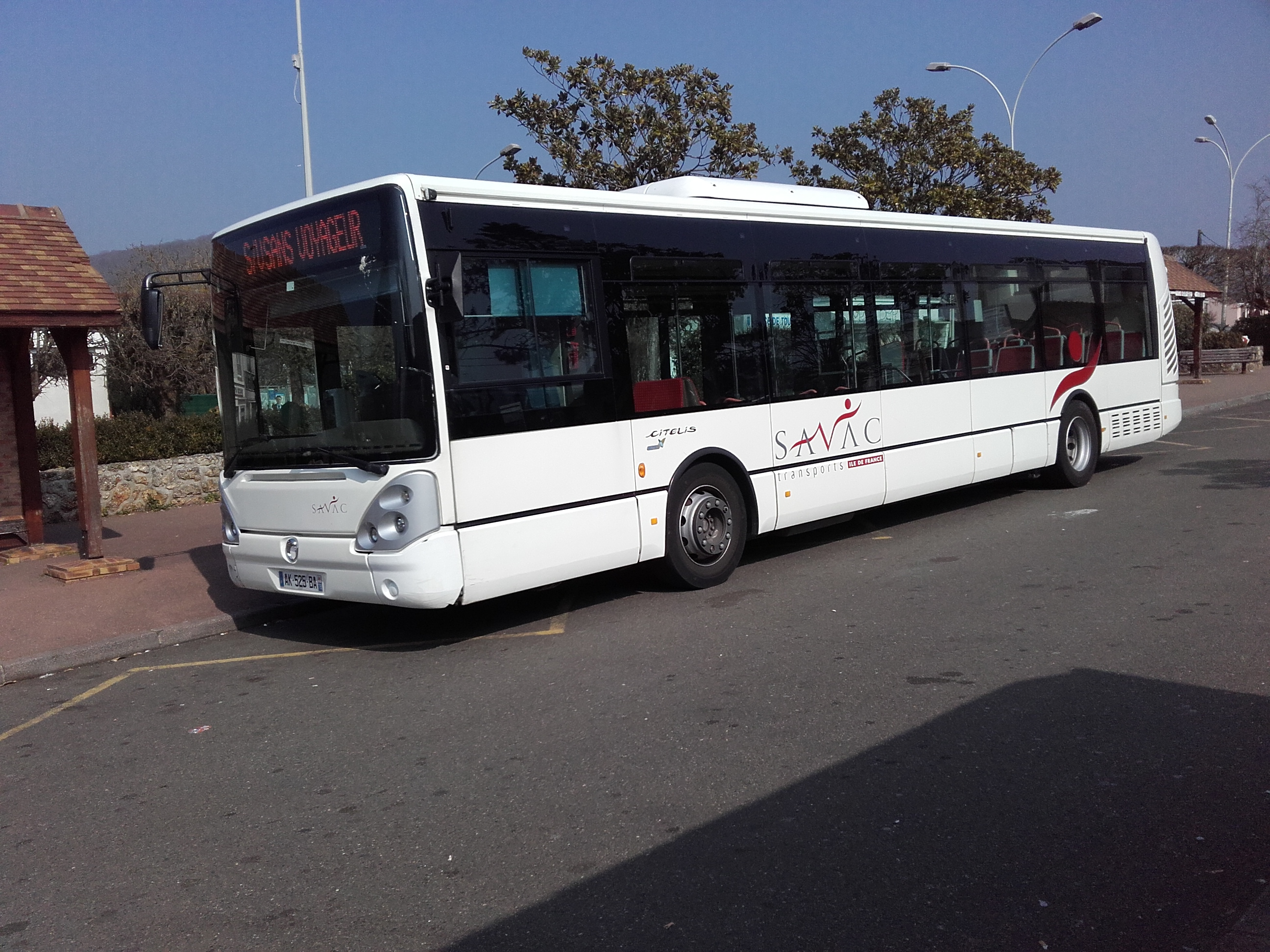
Irisbus Citelis 12 à Saint-Rémy-lès-Chevreuse.
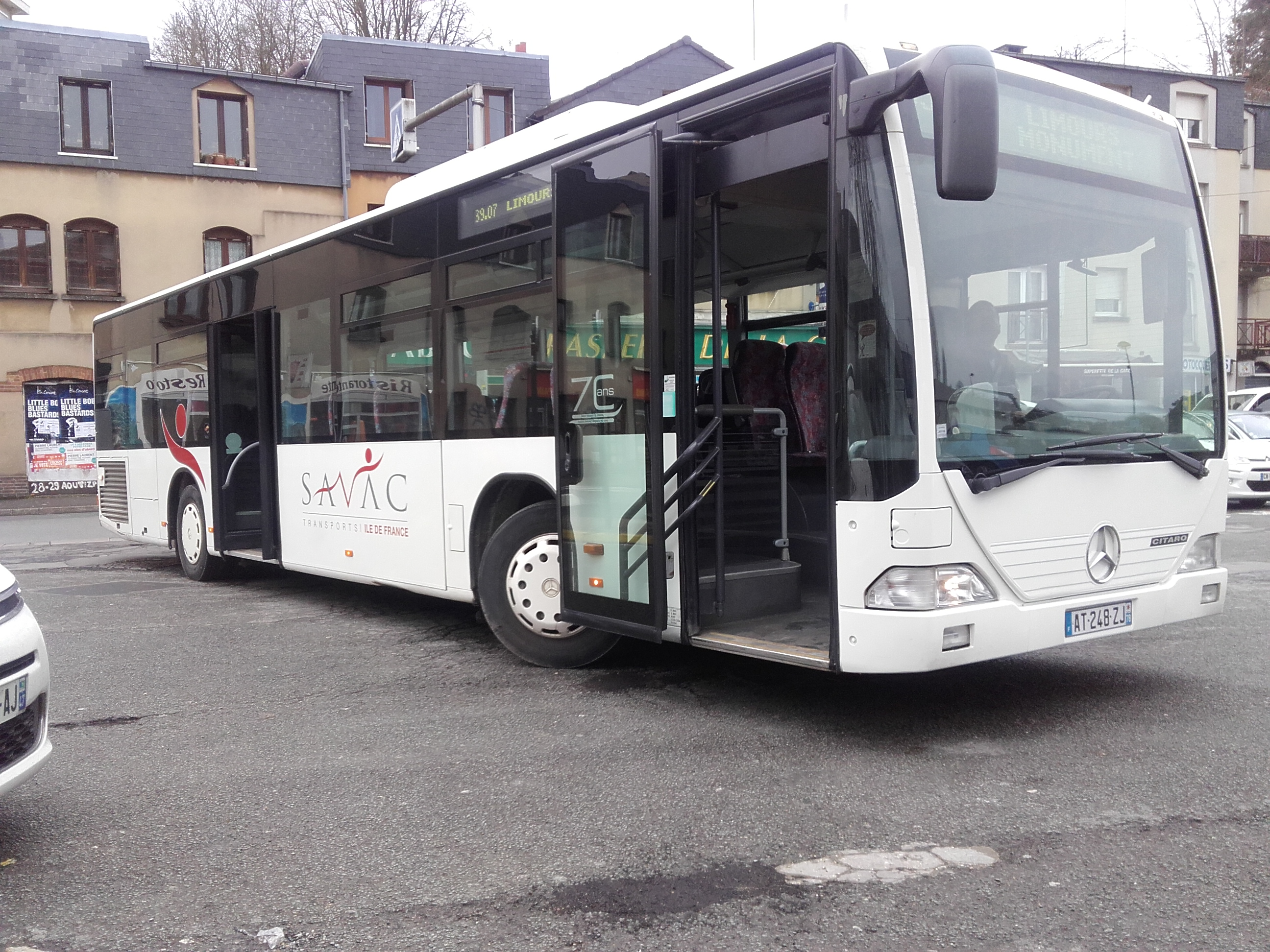
Mercedes-Benz Citaro C1 en gare d'Orsay.
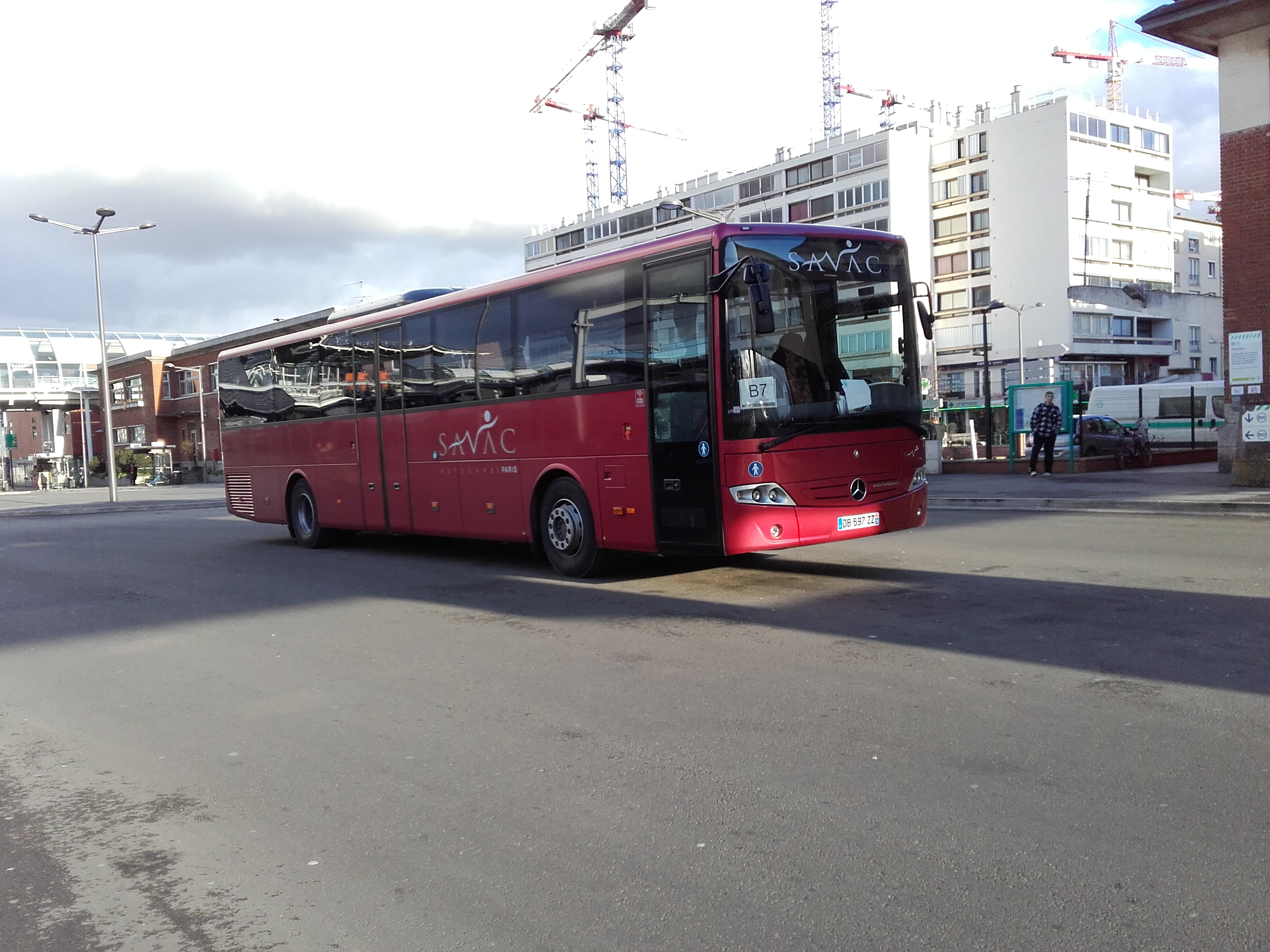
Mercedes-Benz Intouro en gare routière de Massy - Palaiseau.
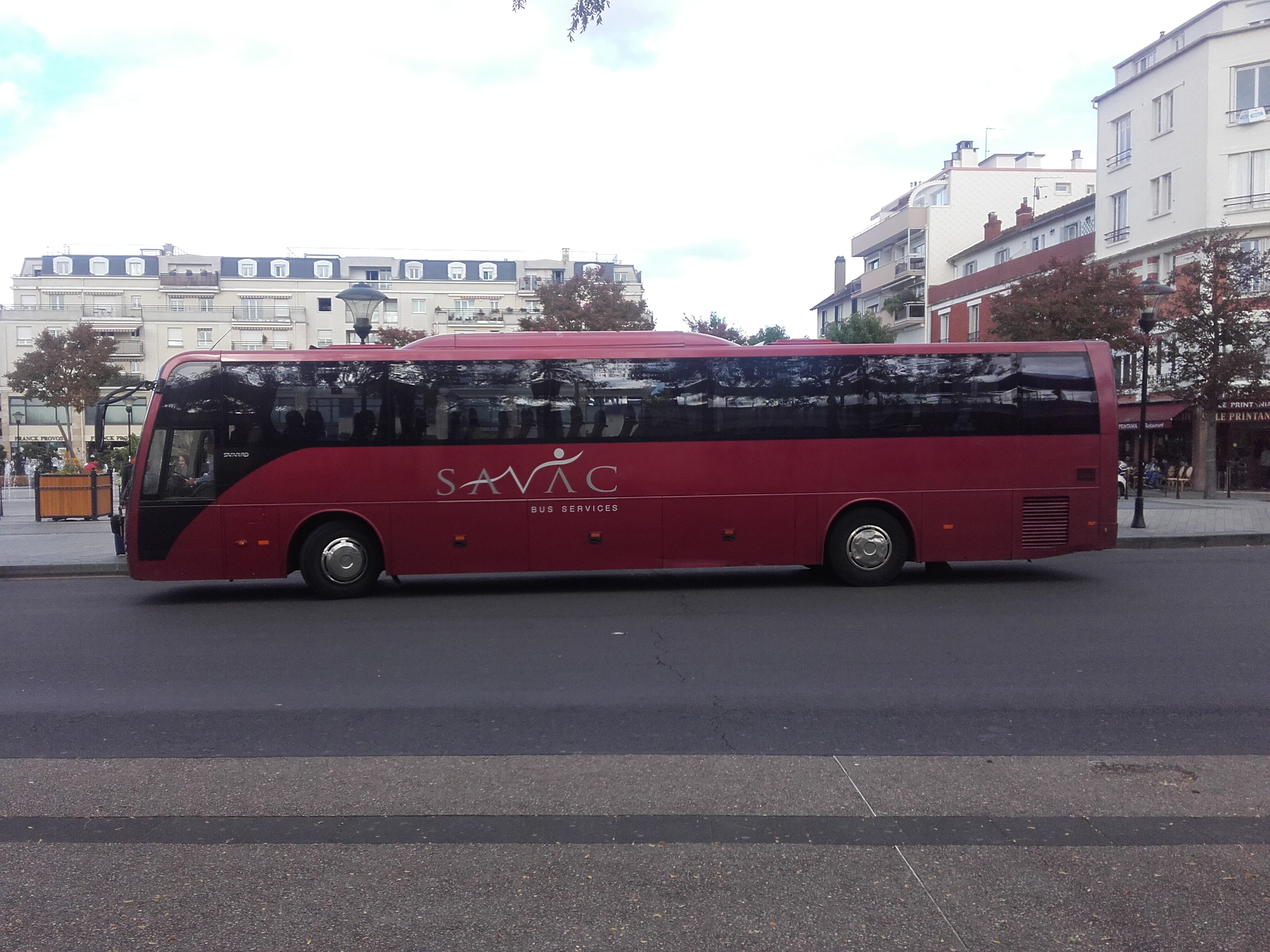
Temsa Safari RD 13 en car de substitution SNCF en gare de Sartrouville.
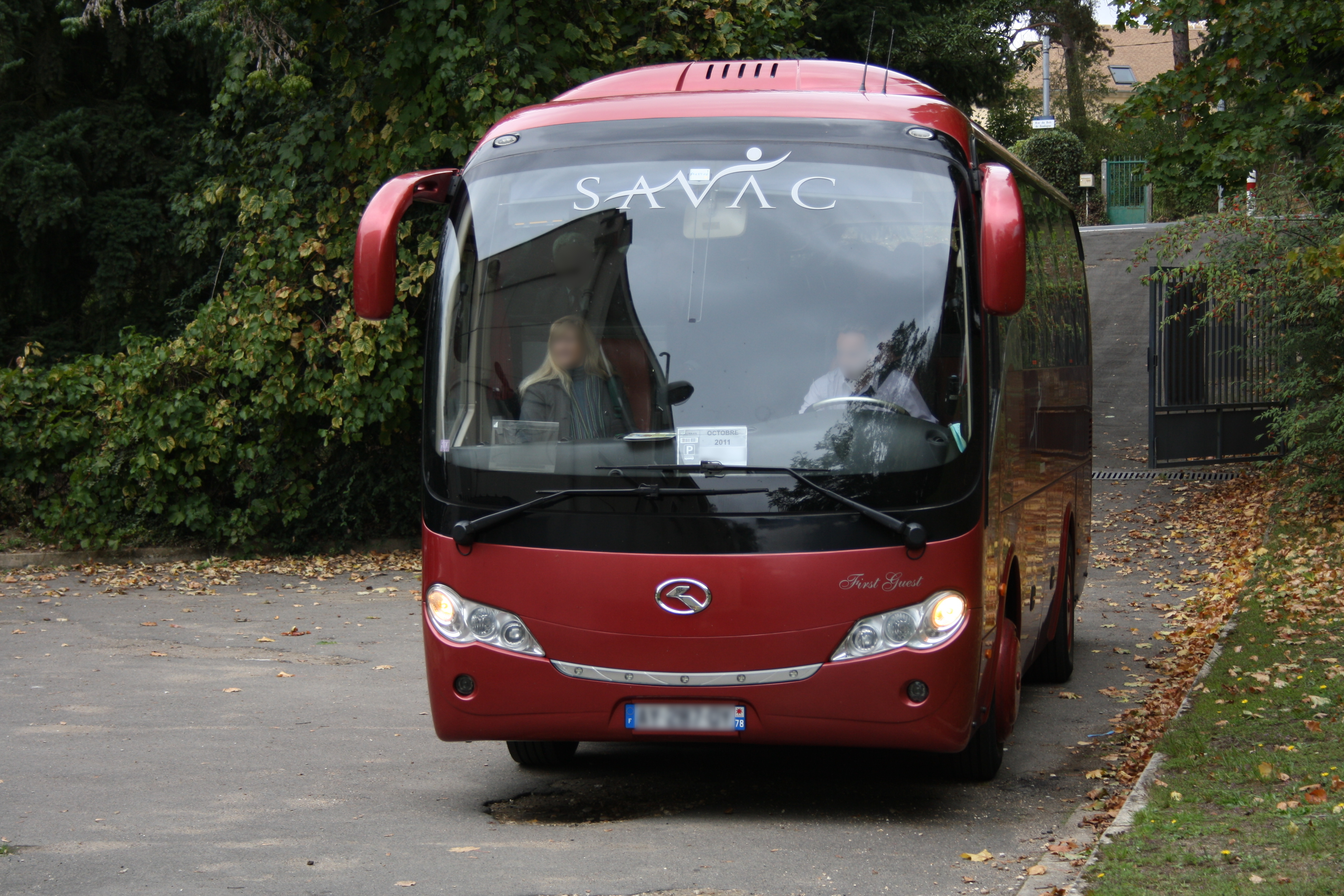
Un King Long XMQ6900 Fortem de la SAVAC à Gif-sur-Yvette

## Identité visuelle

Logo de LCJ Autocars (filiale disparue)
Ancien logo de la SAVAC